# Rodney Sneijder
Rodney Sneijder (Utrecht, 31 marzo 1991) è un calciatore olandese, centrocampista del De Meern.

## Biografia
È il fratello più piccolo di Jeffrey Sneijder e Wesley Sneijder.

## Caratteristiche tecniche
Anche se nato come trequartista può agire anche da esterno destro, posizione dalla quale spesso e volentieri parte per poi accentrarsi e cercare il tiro. Come suo fratello Wesley è dotato di tiro potente e preciso ed è spesso autore di goal dalla distanza.

## Carriera

### Club

#### Ajax
Nel 1999 entra nelle giovanili dell'Ajax. L'8 maggio 2008, è stato riferito che il fratello Wesley Sneijder aveva impedito al fratello Rodney un trasferimento al suo club di allora, il Real Madrid. Wesley Sneijder ha detto: «Il Real Madrid lo voleva e Rodney era molto felice di questo. Ma quando l'ho sentito, ho fermato tutto. Non approvo che i giovani crescano nei club forti. Gli ho detto che prima deve sfondare nell'Ajax».
Nel 2011, dopo una buona prima parte di stagione in Primavera (12 presenze e 4 gol) con l'inserimento nella Lista Champions
e con la cessione di Urby Emanuelson al Milan, il suo ex-allenatore delle Giovanili e ora in prima squadra Frank de Boer lo porta in panchina il 23 gennaio 2011 nella partita persa 3-0 contro la squadra della sua città, l'Utrecht.
In scadenza di contratto a giugno 2011, l'Ajax, il direttore tecnico Danny Blind gli promette impiego in prima squadra a partire da giugno e gli rinnova così l'8 febbraio il contratto fino al 30 giugno 2013 e anche per allontanare le sirene del Feyenoord, del Real Madrid e dell'Inter del fratello Wesley che lo tentavano.
Nell'estate 2011 viene aggregato definitivamente alla prima squadra in vista della stagione 2011-2012 figurando anche in panchina durante la Supercoppa persa contro il Twente e in campionato.

#### Utrecht
Il 20 agosto viene ceduto in prestito con diritto di riscatto all'Utrecht, squadra della sua città natale. Il 27 agosto debutta in campionato in Utrecht-Roda JC 3-1 giocando da titolare e segnando il secondo gol al minuto 60. Viene sostituito poi al minuto 85 da Anouar Kali. Si ripete su punizione il 1º ottobre al minuto 16 del primo tempo nel 3-0 contro il RKC Waalwijk e il 22 ottobre segnando l'unico gol della sua squadra al minuto 81 nel 1-4 contro l'Heerenveen.
Conclude la stagione con 23 presenze e 3 gol.

#### RKC Waalwijk e Almere City
Ritornato all'Ajax, il 9 luglio 2012 passa al RKC Waalwijk firmando un contratto biennale. L'11 agosto sigla una doppietta nella prima partita di campionato contro il PSV regalando alla sua nuova squadra la vittoria. Mette insieme 26 presenze e 2 gol. 
Nella stagione seguente non viene mai impiegato è così il 31 gennaio 2014 viene ceduto all'Almere City con cui in un anno e mezzo gioca 26 partite di seconda divisione.

#### Dundee United e ritorno in Olanda
Il 25 luglio 2015 passa al Dundee utd firmando un contratto biennale. Rescinde consensualmente il contratto con la società dopo appena venti minuti di gioco per curare una rara malattia virale il 26 agosto 2015.
Dall'agosto 2016 al febbraio 2017 ha giocato nella seconda squadra dell'Utrecht.
Nel giugno 2017 passa al DHSC, club amatoriale di un quartiere di Utrecht.

### Nazionale
Con la nazionale Under-17 ha esordito il 13 marzo 2008 agli europei di categoria contro la Bosnia ed Erzegovina.